# Krigarens hjärta (film, 1992)
Krigarens hjärta (nor./dan. Krigerens hjerte, fin. Sotilaan sydän, ty. Das Herz des Kriegers) är en nordisk dramafilm från 1992.

## Handling
Norska Ann Mari och finske Markus möts under Vinterkriget då hon är en frivillig sjuksköterska och han är en skadad soldat. De gifter sig och får barn, detta får dem att glömma kriget. Men snart ockuperas Norge av tyskarna och Ann Mari tvingas åter att hjälpa sårade soldater.
När Finland går med i kriget går Markus åter ut i strid. Efter en tid deserterar han, men hemma i Norge får Ann Mari meddelandet att han omkommit och inleder ett förhållande med en tysk löjtnant. När Markus kommer hem, finner han henne tillsammans med tysken. Markis knivhugger honom och hänger sig själv därefter, men Ann Mari räddar båda och alla tre (samt det lilla barnet), lyckas fly till Sverige.
Man får veta (i eftertexten) att de båda männen utlämnas till sina hemländer senare, och att de avrättas för sina brott.

## Om filmen
Filmen hade svensk premiär den 3 april 1992 och är tillåten från 15 år.

## Rollista
- Anneke von der Lippe - Ann Mari Salmi
- Peter Snickars - Markus Salmi
- Thomas Kretschmann - Löjtnant Maximillian Lüdt
- Mona Hofland - Ann Maris moder
- Juha Muje - Olli
- Bjørn Sundquist - Karl Simonnæs
- Solfrid Heier - Fru Simmonæs
- Iren Reppen - Ragnhild
- Paul-Ottar Haga - Claus
- Per Christensen - Präst
- Christoph Künzler - Kapten
- Werner Heinrich Möller - SS-officer